# Gobemouche tyrrhénien
Muscicapa tyrrhenica
Espèce
Le Gobemouche tyrrhénien (Muscicapa tyrrhenica) est une espèce d'oiseaux de la famille des Muscicapidae, considérée jusqu'au milieu des années 2010 comme une sous-espèce du Gobemouche gris (M. striata). Plusieurs études, y compris génétiques, ont conduit à élever le taxon au rang de bonne espèce. Celle-ci est composée de deux sous-espèces, Muscicapa tyrrhenica tyrrhenica, qui occupe la Corse, la Sardaigne, les îles de la mer tyrrhénienne et peut-être la côte italienne continentale ; et Muscicapa tyrrhenica balearica, présente dans les Baléares.

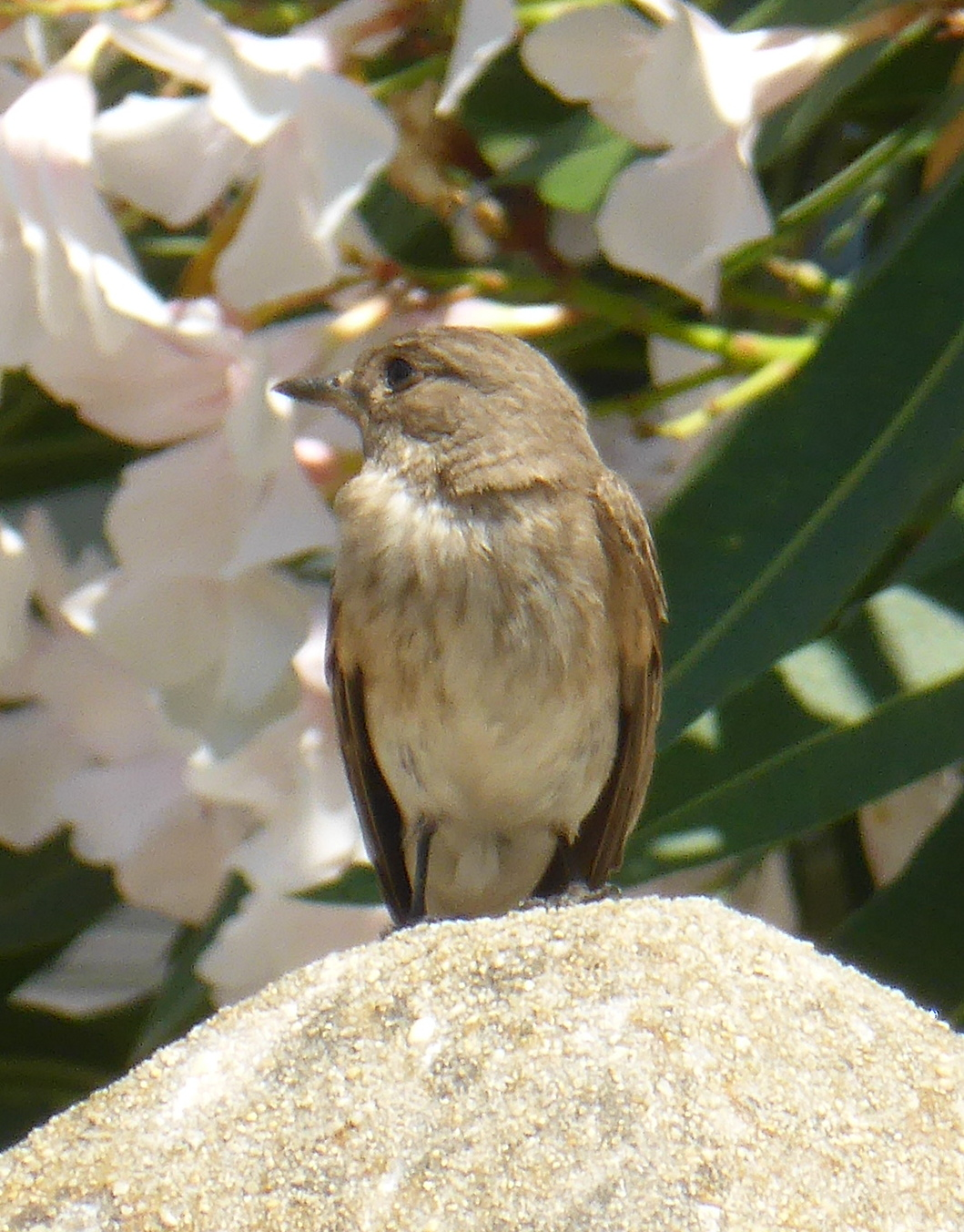
Un individu de la sous-espèce nominale photographié en gare d'Ajaccio (Corse).

## Répartition
Cette espèce est endémique des îles méditerranéennes, nichant principalement sur les Baléares, en Corse et en Sardaigne, mais elle est également trouvée sur d'autres îles comme celles de l'archipel toscan. Sa présence en Italie continentale, le long de la côte tyrrhénienne reste à confirmer.

## Liste des sous-espèces
Selon la classification de référence du Congrès ornithologique international (version 15.1, 2025) il se répartit en deux sous-espèces :
- Muscicapa tyrrhenica balearica von Jordans, 1913 — îles Baléares ;
- Muscicapa tyrrhenica tyrrhenica Schiebel, 1910 — Corse et Sardaigne.